# Lenvik
Lenvik was een gemeente in de Noorse provincie Troms. De gemeente telde 11.697 inwoners in januari 2017. Lenvik was een van de vier gemeenten op het eiland Senja, het omvatte het noordoostelijke deel. Het gemeentebestuur zetelde in Finnsnes. Per 1 januari 2020 fuseerden alle vier de gemeenten op het eiland tot de nieuwe gemeente Senja die deel uitmaakt van de nieuwe provincie Troms og Finnmark.

## Plaatsen in de voormalige gemeente
- Finnsnes
- Fjordgard
- Gibostad
- Silsand

Balsfjord · Bardu · Dyrøy · Gratangen · Harstad · Ibestad · Kåfjord · Karlsøy · Kvæfjord · Kvænangen · Lavangen · Lyngen · Målselv · Nordreisa · Salangen · Senja · Skjervøy · Sørreisa · Storfjord · Tjeldsund · Tromsø

Voormalige gemeentes: Berg · Lenvik · Skånland · Torsken · Tranøy